# 紫金街街道
紫金街街道，是中华人民共和国山西省长治市潞州区下辖的一个乡镇级行政单位。

## 行政区划
截至2021年，紫金街街道下辖5个社区及1个行政村：
滨河西社区、兴安社区、八一社区、分水岭社区、紫苑社区和桃园村。